# Лоуренс, Билл
Уи́льям Ван Да́зер Ло́уренс IV, более известный, как Билл Ло́уренс (англ. Bill Lawrence, род. 26 декабря 1968, Риджфилд, Коннектикут) — американский сценарист, режиссёр и продюсер телевизионных программ. Наиболее известен как создатель сериалов «Клиника» и «Тед Лассо».

## Карьера
После окончания «Колледжа Уильяма и Мэри» (англ. The College of William & Mary) Лоуренс написал несколько сценариев для телевизионных сериалов «Друзья», «Парень познаёт мир» и «Няня», а также спродюсировал мультипликационный сериал «Clone High». Он также является создателем сериалов «Клиника», «Спин-Сити».В 2009—2015 году Лоуренс был соавтором, исполнительным продюсером, автором сценария и режиссёром сериала «Город хищниц».
Лоуренс сыграл небольшую роль в фильме (англ. It's a Very Merry Muppet Christmas Movie). В этом фильме сыграли и некоторые звёзды сериала Клиника.
Билл Лоуренс появился в нескольких эпизодах сериала Клиника. Одно из первых в эпизоде 5 сезона «My Missed Perception» как один из сотрудников клиники в самом конце этого эпизода. В 6 сезоне в эпизоде «Their Story» (как один из посетителей кафе) и в 8 сезоне в эпизоде «My Soul On Fire (Part 2)» (как мировой судья). Последнее появление Лоуренса было в заключительном эпизоде 8 сезона «My Finale (Part 2)» где он сыграл уборщика, который снял транспарант «Goodbye J.D.», когда J.D. покидал клинику.

## Личная жизнь
Женат на актрисе Кристе Миллер. У них трое совместных детей: дочь Шарлотта Сара Лоуренс (родилась 8 июня 2000 года), сын Уильям Стоддард Лоуренс (родился 3 января 2003 года), сын Генри Вэндузер Лоуренс (родился 8 октября 2006 года).

## Созданные телесериалы
- «Спин-Сити» (1996—2002)
- «Клиника» (2001—2010)
- «Город хищниц» (2009—2015)
- «Час пик» (2016)
- «Тед Лассо» (2020—2023)
- «Терапия» (2023—н.в.)
- «Плохая обезьяна» (2024)

## Сценарии для телешоу
- «Клиника» — 155 эпизодов
- «Nobody’s Watching» — сценарий пилотного эпизода (не транслировался)
- «Clone High» — 13 эпизодов
- «Спин Сити» — 145 эпизодов
- «Champs» — 2 эпизода
- «Друзья» — один эпизод
- «Няня» — 2 эпизода
- «Парень познаёт мир» — один эпизод
- «Тед Лассо» — один эпизод